# La Sandía
La Sandía es una localidad del estado mexicano de Guanajuato. Es parte del municipio de León.

## Demografía
| Gráfica de evolución demográfica |
|                                  |

| Censo | Población |
| ----- | --------- |
| 1900  | 940       |
| 1910  | 1 072     |
| 1921  | 1 093     |
| 1930  | 982       |
| 1940  | 1 046     |
| 1950  | 1 438     |
| 1960  | 1 509     |
| 1970  | 1 626     |
| 1980  | 1 401     |
| 1990  | 1 639     |
| 2000  | 1 722     |
| 2010  | 2 136     |
| 2020  | 2 459     |